# Intergang
Intergang es un sindicato ficticio del crimen organizado que aparece en los cómics estadounidenses publicados por DC Comics. Armados con tecnología suministrada por los malvados Nuevos Dioses del planeta Apokolips, aparecen constantemente como enemigos de varios superhéroes de DC.
Intergang aparece en las series de televisión Supergirl y Superman & Lois, así como en la película de DC Extended Universe Black Adam (2022).

## Historial de publicaciones
Intergang apareció por primera vez en  Superman's Pal Jimmy Olsen #133 (octubre de 1970) y fue creado por Jack Kirby. Los miembros de Intergang aparecieron por primera vez en el primer número de Kirby, Forever People in 1971.

## Historia ficticia

### Pre-Crisis
Intergang fue fundado en la década de 1920 por un gánster, Moxie "Boss" Mannheim, quien luego fue asesinado por sus rivales.Luego fue revivido por Morgan Edge y dirigido por el hijo de Boss Moxie, Bruno "Ugly" Mannheim.Sin embargo, Bruno estaba recibiendo órdenes y armamento de Darkseid, quien estaba usando Intergang para ayudar a rastrear la  Ecuación Anti-Vida.
Morgan Edge era el jefe de la red de televisión Galaxy Broadcasting System (que recientemente había comprado el Daily Planet y había transferido a Clark Kent a su afiliado de Metropolis, WGBS-TV, como su presentador). Más tarde se reveló que este no era el Morgan Edge real, sino un clon de "Evil Factory". Cuando el clon no se atrevió a matar al Edge original por orden de Darkseid, el Edge real fue encarcelado. El Edge original luego escaparía con la ayuda de Jimmy Olsen. Durante una batalla posterior con Intergang, el sicario Tombstone Gear de Intergang confundió al clon con el original y lo incineró. El Edge real pronto estuvo libre para retomar su papel como presidente de Galaxy.
Tras la muerte del clon, diferentes miembros de Intergang tuvieron que dirigir Intergang en ausencia de Edge. Joe Danton fue el primero en dirigir Intergang y luego fue asesinado por un coche bomba. Entonces Max Danner se convirtió en el nuevo líder de Intergang. Lideró Intergang en algunas actividades delictivas hasta que fue detenido. Clark Kent apareció como testigo clave hasta que tuvo que irse brevemente para rescatar al Sr. Xavier. No se mostró el resultado del juicio. Cuando se disolvió Intergang, SKULL se hizo cargo de sus territorios. Cuando un asesino de SKULL fue enviado tras el jefe del crimen de Intergang, Samuel Simeon, Superman lo salvó, aunque luego fue detenido por Superman tratando de iniciar una nueva mafia fuera de Metrópolis.

### Post-Crisis
En el Universo DC Post-Crisis, Morgan Edge era el líder de Intergang, hasta que sufrió un ataque al corazón debido al estrés. Si bien creía que estaba trabajando para Darkseid, su contacto apokoliptiano era en realidad DeSaad, cuyo único objetivo al proporcionarle armamento era causar sufrimiento. Mientras estaba en el hospital, su padre Vincent Edge se hizo cargo de sus negocios legítimos, y Bruno "Ugly" Mannheim, quien entrenó en Apokolips con Abuela Bondad, se hizo cargo de Intergang. Un retcon posterior dice que Mannheim fue el líder original de Intergang, tratando a sabiendas con DeSaad. No se revela cómo se hizo cargo Edge.
Finalmente, Intergang fue derribado por Clark Kent y Cat Grant, Mannheim fue arrestado, pero logró escapar. Intentó desaparecer a través de un "Boom Tube" (un transportador New Gods), pero se derrumbó cuando estaba a la mitad.
Algún tiempo después, el padre de Mannheim, "Jefe" Moxie Mannheim, un gánster que había estado en prisión desde la década de 1940 después de ser capturado por Newsboy Legion, fue liberado. Al descubrir que los Newsboys tenían, aparentemente, la misma edad que cuando luchó contra ellos por primera vez, decidió averiguar cómo podía ser tal cosa. Encuentro con el genetista renegado del Proyecto Cadmus, Dabney Donovan, arregló que él y sus ex pandilleros de la década de 1940 fueran clonados en cuerpos juveniles con superpoderes. Esto llevó a que sus secuaces Ginny "Torcher" McGee, Mike "Machine" Gun, Noose y Rough House fueran clonados y recibieran superpoderes. Usando a Vincent Edge para organizar una reunión entre los líderes de pandillas de Metrópolis, los mató a todos y se declaró el nuevo jefe de Intergang. El nuevo Intergang pasó gran parte de su tiempo rastreando a Jimmy Olsen, quien Moxie creía que conocía la identidad secreta de Superman.
Después de un intento de corta duración por parte de Morgan Edge para recuperar el control, Lex Luthor obtuvo el control de Intergang, conservando a Moxie como figura decorativa. Moxie y sus lugartenientes restantes fueron luego capturados por Superman. Cuando se vio por última vez, Intergang estaba dirigido por un cibernético criminal llamado Frank Sixty.
Más tarde se ve a Intergang en Metrópolis robando un banco durante la ausencia de la Liga de la Justicia, solo para ser detenido y golpeado por Los Vengadores.

### Crisis Infinita
Hubo alguna sugerencia de que Jefe Moxie (que era miembro de la Sociedad Secreta de Supervillanos en ese momento) fue asesinado durante la miniserie Crisis infinita. La sugerencia proviene de una secuencia durante la Batalla de Metrópolis, en la que Superboy Prime rompe el cuello de un villano y lo mata. En una entrevista, el editor en jefe de DC, Dan DiDio, confirmó que Boss Moxie sí murió en Infinite Crisis #7 al afirmar que Superboy Prime le rompió el cuello.

### 52
En las páginas de 52, los miembros de Intergang Noose y Rough House visitan Kahndaq y ofrecen a Adrianna Tomaz como tributo a Black Adam a cambio de un paso seguro para la actividad de contrabando de su grupo. Ambos son asesinados por Black Adam.
En la semana 9, Pregunta le dice a Renée Montoya que Intergang se está preparando para una invasión de Gotham City. Dos semanas después, la pareja finalmente tiene una confrontación con los dos agentes de Intergang en Gotham, Whisper A'Daire y Kyle Abbot, conocido en público como el gerente de HSC International Banking, un holding relacionado con Intergang, y su guardaespaldas. En las semanas siguientes, las investigaciones adicionales de Montoya y Pregunta revelan que Intergang está operando una compañía minera llamada Ridge Ferrick en regiones como Australia, y que también se ha expandido a naciones como la Isla Oolong, Bialya y Yemen, reorganizada a lo largo de cuasi- líneas religiosas, completo con un texto "sagrado" conocido como el Libro del Crimen o la Biblia del Crimen, que trata a Caín como una figura heroica, si no semidivina, por su papel según la teología judeocristiana en la creación de la "más sagrado" crimen de asesinato. Incluso se ha revelado que el texto original está atado por la piedra con la que Caín mató a Abel. En el número 25, se reveló que Bruno Mannheim es el actual jefe de Intergang, que también está detrás del secuestro de muchos de los "científicos locos" del mundo, en un gran plan para apoderarse de Estados Unidos a finales de año. Ahora se muestra a sí mismo actuando como un líder de culto, exaltando el poder del crimen como orden dominante en el siglo XXI, y ahora convirtiéndose en un caníbal, devorando a cualquiera que mate y que se niegue a unirse a Intergang. Al mismo tiempo, Magpie y Ventriloquist juran lealtad a Intergang.
Bruno "Ugly" Mannheim regresa como un gigante que maneja tecnología alienígena y afirma que alguien más que Darkseid está detrás de las actividades actuales de Intergang.

### Gotham Underground
En la historia Gotham Underground, Intergang está en una guerra de pandillas con Tobias Whale. Intergang lo compra y convierte a Tobias Whale en el director ejecutivo de Industrias Kord, que se ha convertido en una fachada para las actividades delictivas de Intergang.

### The New 52
En 2011, The New 52 reinició el universo DC. Gotham City ha caído en manos de la rama Religión de Crimen de Intergang. Durante un tiroteo entre su pandilla y la policía, Mister Untouchable afirmó que Intergang lo ha excluido de la acción que ocurre en Metrópolis al vender la ubicación de su laboratorio de metanfetamina a las fuerzas del orden.
Los atacantes de Intergang emboscan a Lois Lane y Jon Kent cuando ella lo llevaba a casa desde la escuela. Sacan el coche de Lois de la carretera y lo meten en el bosque. Mientras Jon noquea a uno de los atacantes, Lois contacta a Superman, quien derrota a los atacantes. Más tarde en su granero, Lois y Clark descubren que sus atacantes son de Intergang y habían seguido a Lois desde su reunión con Cora Benning sospechando que ella es la "Autora X". Bruno Mannheim fue informado por dos de sus hombres que el ataque al "Autor X" había fracasado. Arroja a los dos hombres a la piscina y la electrifica. Lois y Jon luego visitan la oficina de Cora Benning y encuentran una nota que dice que Intergang se la llevó. Al salir de la oficina, los tres se encuentran con Bruno Mannheim en el pasillo, quien afirma que está preguntando por direcciones. Lois piensa para sí misma que Mannheim está tratando de que baje la guardia. Cuando Lois va a recoger a Jon a la escuela y lo encuentra en la biblioteca, son emboscados por agentes de Intergang que luego los atrapan en un armario de herramientas al que prendieron fuego. Los superpoderes de Jon se manifiestan cuando logra derribar la puerta. Cuando Jon saca a Lois del armario de herramientas en llamas, son rodeados por matones de Intergang. Interrumpiendo su pelea con Blackrock, Superman logra salvar a Lois y Jon cuando los matones de Intergang quedan atrapados en la explosión.

## Miembros
Aquí está los miembros conocidos de Intergang:

### Líderes
- Moxie Mannheim - Primer líder de Intergang y padre de Bruno Mannheim. Conocido como "Jefe Moxie".[28]
- Morgan Edge -  Segundo líder de Intergang e hijo de Vincent Edge.
- Vincent Edge - Tercer líder de Intergang y padre de Morgan Edge.
- Bruno Mannheim - Cuarto y actual líder de Intergang e hijo de Moxie Mannheim. Más tarde fue reconfigurado como el líder original de Intergang.
- Lex Luthor - Quinto líder de Intergang.
- Frank Sixty - Un cyborg que es el sexto líder de Intergang.
- Darkseid - El benefactor de Intergang.

### Otros miembros
- Alistair Bendel-White - Un reparador.[29]
- Aku Kwesi - Un criminal responsable del asesinato de la madre de Vixen.[30]
- Blackrock - Bradley Grimm con la armadura Blackrock que le otorga una gran fuerza y capacidad de salto.[31][32]
- Chiller - Asesino pálido y exmiembro de la pandilla 1000 que es enemigo de Booster Gold.[33]
- Dabney Donovan - Un científico loco que trabajó para el Proyecto Cadmus.
- Doctor Moon -
- Doctor Polaris -
- Doctor Sivana -
- Gillespie - [34]
- Ginny "Torcher" McCree - Una agente pirocinética de Intergang y novia de Mike "Machine" Gunn, a quien Dabney Donovan clonó de uno de los secuaces originales de Moxie.[35] Más tarde se suicidó tras la muerte de Mike "Machine" Gunn.
- Hellgrammite -
- Joe Danton - Un operativo de Intergang que fue un líder por poco tiempo luego de la muerte del clon de Morgan Edge. Fue asesinado por un coche bomba.[7]
- Johnny "Stitches" Denetto - Un jefe del crimen al que Tobias Whale le arrancó la cara cuando solía trabajar para él. Desaad le cosió una nueva cara que estaba hecha de humanos y animales muertos.
- Key -
- Kyle Abbot -  Un agente de Ra's al Ghul que puede convertirse en un lobo y una criatura parecida a un hombre lobo. Normalmente emparejado con Whisper A'Daire.
- Magpie -
- Mantis - [32]
- Mari Nichol - La hija del segundo Doctor Polaris.
- Max Danner - Un agente de Intergang que se convirtió en líder tras la muerte de Joe Danton.[8]
- Mike "Machine" Gunn - Un agente de Intergang y novio de Ginny "Torcher" McCree, a quien Dabney Donovan clonó de uno de los secuaces originales de Moxie. Puede convertir sus manos en pistolas que pueden disparar balas de hueso.[35] Mike fue asesinado más tarde durante una fuga.
- Neutrón -
- Noose - Un agente de Intergang que Dabney Donovan clonó de uno de los secuaces originales de Moxie. Puede extender sus dedos para darles una apariencia de tentáculos.[35] Más tarde fue asesinado por Black Adam.
- Parademonios - [32]
- Pestilence - Miembro de los Cuatro Jinetes de Apokolips.
- Bromista -
- Radion - Un secuaz con poderes irradiados.
- Rough House - Un agente súper fuerte de Intergang que Dabney Donovan clonó de uno de los secuaces originales de Moxie.[35] Más tarde fue asesinado por Black Adam.
- Samuel Simeon - Un jefe del crimen de Intergang que Superman salvó de un asesino enviado por SKULL.[10]
- Shockwave - Supervillano de Chicago llamado Arnold Pruett.[36]
- Steel Hand - Un mafioso Intergang con una prótesis de mano derecha hecha de acero. Fue responsable de usar un francotirador para asesinar a Thaddeus Brown antes de ser llevado ante la justicia por Sr. Milagro.[37]
- Thaddeus Killgrave - Un científico loco con enanismo que trabajaba para Intergang.[38]
- Tobias Whale - Terminó comprado por Intergang y se convirtió en el director ejecutivo de Industrias Kord para servir como fachada para las actividades de Intergang.
- Torque - Dudley Soames es un detective del Departamento de Policía de Blüdhaven que estaba secretamente del lado de Blockbuster II. Su cabeza fue torcida 180 grados por Blockbuster II por cruzarlo, pero sobrevivió. Debido a que su cabeza permanece en este ángulo, Torque usa lentes espejados para ver hacia adelante, lo que le permitió ver los 360 grados del campo de batalla.[39]
- Toyman -
- Ventriloquist -
- War -  Miembro de los Cuatro Jinetes de Apokolips.
- Whisper A'Daire - Un agente de Ra's al Ghul que puede convertirse en una serpiente o en una criatura mitad serpiente. Normalmente emparejado con Kyle Abbott.

### Armageddon 2001
En el primer futuro probable de Superman, visto por Waverider, Intergang toma a Metrópolis como rehén con una bomba nuclear, que detona debido a que un miembro de Intergang está demasiado nervioso, lo que lleva a la muerte de Lois Lane (entre otros), y por lo tanto, Superman destruye todas las armas nucleares. arma que existe en la Tierra.

## En otros medios

### Televisión
- Intergang aparece en Lois & Clark: Las nuevas aventuras de Superman. Esta versión del grupo está dirigida por Bill Church Sr., su esposa Mindy y su hijo Bill Church Jr. de Multiworld Communications y no está involucrado con Apokolips.
- Intergang aparece en Superman: la serie animada. Esta versión del grupo está dirigida inicialmente por Bruno Mannheim hasta que lo matan mientras prepara la Tierra para la invasión de Darkseid y Abuela Bondad se hace cargo de Intergang.
- Intergang aparece en el episodio de Smallville, "Stiletto". Esta versión del grupo está dirigida inicialmente por Ron Milano, jefe de Ace o' Clubs, antes de que Bruno Mannheim lo mate y tome el liderazgo. Además, Sr. Frío y Bromista aparecen como miembros de Intergang en la continuación del cómic Smallville Season 11.[40]
- Intergang aparece en Young Justice. Esta versión del grupo está dirigida por Bruno Mannheim y también está formada por Whisper A'Daire, Scorpia A'Daire y Cairo DeFrey.
- Intergang aparece en el episodio de Supergirl, "Dream Weaver". Colaboran con Warden Wyatt Kote, director de la prisión de Van Kull, para utilizar a sus prisioneros extranjeros para cometer actividades ilegales al amparo de un programa de liberación laboral. Supergirl y Detective Marciano frustran el plan, Kote es arrestado y los prisioneros alienígenas involucrados reciben sentencias conmutadas.
- Intergang aparece en el episodio de Superman & Lois, "Haywire", con Bruno Mannheim y Thaddeus Killgrave como miembros conocidos. En "Haywire", Intergang saca a Killgrave de un transporte de la prisión para que pueda vengarse de Superman. En la tercera temporada, Mannheim lidera a Intergang en la realización de experimentos que involucran a Hombre Átomo.
- Intergang aparece en My Adventures with Superman,[41]liderado por Silver Banshee y formado por Rough House y Mist. Esta versión del grupo maneja tecnología kryptoniana y ellos reciben la ayuda de Sam Lane para ayudar a Superman a combatir la invasión de Metrópolis por parte de Brainiac.

### Cine
- Intergang aparece en las películas de Universo de Películas Animadas de DC (DCAMU) The Death of Superman y Reign of the Supermen.
- Intergang aparece en la película de DC Extended Universe, Black Adam (2022).[42] Esta versión del grupo es un sindicato del crimen internacional que ha ocupado Kahndaq. Esta secta está dirigida por el militante Ishmael Gregor, que busca gobernar Kahndaq a través del poder demoníaco de Sabbac y la Corona de Sabbac.

### Videojuegos
- Intergang aparece en DC Universe Online.